# Азартні ігри в Казахстані
Азартні ігри в Казахстані є частково дозволеними у відповідних ігрових зонах.

## Історія
1 квітня 2007 року в Казахстані набрав чинності закон «Про гральний бізнес», згідно з яким у всіх містах (виняток становлять Капчагай і Щучинськ) закрито всі казино та ігрові автомати.
2008 року відкрилося перше в Казахстані легальне казино, що розташувалося в гральній зоні в Капчагай. Станом на середину 2010 року вже в обох гральних зонах працювали по кілька казино.
Після прийняття закону з регулювання грального бізнесу, всі гральні заклади, крім букмекерських контор і тоталізаторів, мали були припинити роботу або перенести відділення до гральних зон: на узбережжі Капчагайского водосховища в Алматинській області або в Щучинський район Акмолинської області.
2017 року обсяг послуг азартних ігор і укладання парі склав 12,8 млрд тг (30 млн $), що на 23 % менше за 2016 рік.
Через заборону діяльності казино поза ігровими зонами, в країні діють підпільні заклади. В листопаді 2020-го в Туркестані, Кентау, Сариагаші, Жетисаї на півдні країни було закрито 16 підпільних казино.